# The Front Page (Film)
The Front Page ist eine US-amerikanische Filmkomödie aus dem Jahr 1931 von Lewis Milestone, die als Vorläufer der Screwball-Komödie gilt. Das Drehbuch basiert auf dem Bühnenstück Reporter (Originaltitel: The Front Page) von Ben Hecht und Charles MacArthur.

## Handlung
Starreporter Hildy Johnson will die Redaktion der „Post“ verlassen, um seine Verlobte Peggy Grant zu heiraten und in New York einen soliden Job anzutreten. Herausgeber Walter Burns will, dass er bleibt, doch Hildy lehnt ein Gespräch mit ihm ab, da er die Überzeugungskraft seines Chefs kennt. Walter löst daraufhin einen falschen Feueralarm in der Stadt aus und fängt Hildy ab, als dieser den Kampf gegen seinen Reporterinstinkt verliert und zu dem vermeintlich brennenden Haus eilt. Die beiden Männer gehen etwas trinken, wobei Walter an die großen Stories erinnert, die Hildy gebracht hat. Durch die Blume weist er zudem auf die Monotonie eines Lebens als Ehemann hin.
Hildy gelingt die Flucht vor Walter, und er begibt sich zum Presseraum des Gerichts, um sich von den Kollegen zu verabschieden. Hier warten Reporter auf die Hinrichtung des arbeitslosen Earl Williams, der einen schwarzen Polizisten ermordet hat und von Sheriff und Bürgermeister als „rote Bedrohung“ instrumentalisiert wird. Die Reporter wollen erreichen, dass Williams um fünf statt um sieben Uhr morgens gehängt wird, damit sie in den Morgenausgaben darüber berichten können. Die Politiker hingegen sind daran interessiert, die Hinrichtung immer weiter aufzuschieben, um sich, kurz vor den anstehenden Wahlen, die Stimmen der schwarzen Bevölkerung sichern zu können. Die Prostituierte Molly Malloy, eine Freundin von Williams, taucht kurz auf, um den Anwesenden ihre Meinung zu sagen, und bekommt aufgrund des Zynismus angesichts eines Menschenlebens einen Weinkrampf.
Währenddessen wird Williams im gegenüberliegenden Gefängnis von einem Wiener Psychiater untersucht, der mit ihm den Tathergang rekonstruieren möchte. Er drückt dem Gefangenen den Revolver des verdutzten Sheriffs in die Hand und fordert ihn auf, sich genauso wie bei der Tat zu verhalten. Der irritierte Williams schießt daraufhin auf den Psychiater und ergreift die Flucht. Die durch die Gewehrsalven der Polizei alarmierten Reporter eilen zum Untersuchungszimmer, um Neuigkeiten herauszubekommen. Hildy erleidet einen „Rückfall“ und besticht einen Polizeibeamten, nur ihm die Einzelheiten von Williams Flucht zu erzählen. Dazu benutzt er das Geld, das für seine Reise mit Peggy nach New York gedacht war. Peggy sucht ihn im Presseraum auf und wirft ihm vor, mehr an seiner Arbeit als an ihr interessiert zu sein. Während Polizei und Presse Jagd auf Williams machen, erscheint plötzlich ein Kurier des Gouverneurs auf der Bildfläche, der dem Bürgermeister und dem Sheriff ein Begnadigungsschreiben für Williams aushändigt. Damit die Hinrichtung weiterhin durchgeführt werden kann, wird der Bote mit ominösen Annehmlichkeiten bestochen.
Als Hildy sich allein im Presseraum aufhält, steigt überraschend Williams durch ein Fenster hinein. Hildy versteckt ihn in einem verschließbaren Schreibtisch und informiert telefonisch seinen Chef. Nur Molly Malloy bekommt die Anwesenheit des Gesuchten mit. Die anderen Reporter kehren zurück und Peggys Mutter taucht auf, um Hildy zur Rede zu stellen, während Peggy im Taxi wartet. Als die Reportermeute misstrauisch wird und Molly das Versteck von Williams mit Gewalt entlocken will, stürzt sie aus dem Fenster. In der allgemeinen Aufregung erscheint Walter am Ort des Geschehens, der nur ungerührt Hildy nach dem Verbleib von Williams fragt. Während die Reporter im Krankenhaus darauf warten, ob Molly durchkommt, entdeckt Peggys Mutter das Versteck von Williams. Walter unterstellt ihr Trunkenheit und beauftragt seinen Gorilla, sie in eine Ausnüchterungszelle zu stecken. Hildys Gewissensbisse sind schnell zerstreut, als Walter ihm klarmacht, dass es sich um die Story seines Lebens handele und bald Straßen nach ihm benannt werden würden. Peggy hat indessen das Warten im Taxi satt, macht dem fieberhaft tippenden Hildy eine Szene, bezeichnet ihn als lügende, gefühllose Bestie und löst die Verlobung.
Die Reporter kehren zurück, in ihrem Gefolge der Sheriff. Alle wollen nun von Hildy wissen, was er über den Verbleib von Williams weiß. Als Peggys Mutter mit der Polizei erscheint, um Walter des Kidnappings zu bezichtigen, ist das Chaos perfekt und Walter gibt aus Versehen selbst das Versteck von Williams preis. Die Reporter haben ihre Story, der Ausbrecher wird zurück ins Gefängnis gebracht, Walter und Hildy werden vom Sheriff festgenommen. Sheriff und Bürgermeister sind sehr zufrieden, doch als der Kurier im betrunkenen Zustand abermals mit der Begnadigung auftaucht, lassen sie Walter und Hildy im gegenseitigen Einvernehmen lieber wieder frei. Hildy kündigt und macht Peggy einen neuen Heiratsantrag. Walter übergibt Hildy als Abschiedsgeschenk eine Armbanduhr. Als das Paar sich mit dem Zug auf den Weg nach New York befindet, ruft Walter die Polizei an: Die Beamten sollen an der ersten Station des Zuges Hildy wegen Diebstahls der Uhr festnehmen.

## Kritik
Die Variety bezeichnete den Film als sehr unterhaltsam. Lewis Milestone habe ein Panorama an Action ohne Feuerwerk geschaffen.
Mordaunt Hall von der New York Times lobte den Film als geistreich und viril. Er sei eine temporeiche Unterhaltung mit manchmal derben Humor.
Channel 4 lobt, alles in dem Film sei perfekt: exzellente Darstellung und Regie, ein straffes Drehbuch.

## Auszeichnungen
1931 wurde der Film drei Mal für den Oscar nominiert, in den Kategorien Bester Film, Beste Regie (Lewis Milestone) und Bester Hauptdarsteller (Adolphe Menjou).
2010 wurde The Front Page als ein besonders erhaltenswerter US-amerikanischer Film in das National Film Registry aufgenommen.

## Hintergrund
Die Uraufführung fand am 19. März 1931 in New York statt.
In kleinen Nebenrollen traten Clark Gable, Regisseur Lewis Milestone, Herman J. Mankiewicz und Francis Ford, der Bruder des Regisseurs John Ford, auf.
Adolphe Menjou bekam die Rolle als Ersatz für Louis Wolheim, der überraschend gestorben war.
Die Namen der Reporter im Film lehnen sich an die Namen realer Chicagoer Reporter, Kollegen der Autoren des Bühnenstücks, an. So war Hildy Johnson der Filmname für Hildegard Johnson, Walter Burns für Walter Howey und Mac McCue für Buddy McHugh. Das Bühnenstück hatte am 14. August 1929 Premiere im Times Square Theater in New York und wurde 276 Mal aufgeführt.

## Neuverfilmungen
- 1940: Sein Mädchen für besondere Fälle (His Girl Friday) – Regie: Howard Hawks, mit Cary Grant und Rosalind Russell
- 1945: The Front Page – Regie: Ed Sobol, mit Vinton Hayworth und Matt Crowley
- 1949: The Front Page – Fernsehserie mit John Daly und Richard Boone
- 1970: The Front Page – Fernsehfilm mit Robert Ryan und Helen Hayes
- 1974: Extrablatt (The Front Page) – Regie: Billy Wilder, mit Walter Matthau und Jack Lemmon
- 1988: Eine Frau steht ihren Mann (Switching Channels) – Regie: Ted Kotcheff, mit Burt Reynolds und Kathleen Turner